# Lydella modesta
Lydella modesta là một loài ruồi trong họ Tachinidae.